# Élections municipales partielles françaises de 1988
Des élections municipales partielles ont lieu en 1988 en France.

## Bilan
Ces élections partielles sont marquées par une grande stabilité puisque les socialistes à Moyeuvre-Grande et Trèbes et les communistes à Bolbec sont reconduits. À Bolbec et Trèbes, Michel Havard et Pierre Mauriès succèdent à Paul Belhache et Jean Sol, tous deux décédés en fonction, tandis qu'à Moyeuvre-Grande, le député René Drouin est réélu.

### Résultats en nombre de maires
| Partis       | Partis                    | Maires sortants | Maires élus | Évolution     |
| ------------ | ------------------------- | --------------- | ----------- | ------------- |
|              | Parti socialiste          | 2               | 2           |               |
|              | Parti communiste français | 1               | 1           | en stagnation |
| Total gauche | Total gauche              | 3               | 3           | en stagnation |

## Élections

### Bolbec(Seine-Maritime)
- Maire sortant : Paul Belhache (PCF)
- Maire élu ou réélu : Michel Havard (PCF)

- Contexte : décès du maire sortant

| Tête de liste                  | Tête de liste   | Liste          | Premier tour | Premier tour | Second tour | Second tour | Sièges | Sièges |
| Tête de liste                  | Tête de liste   | Liste          | Voix         | %            | Voix        | %           | CM     |        |
| ------------------------------ | --------------- | -------------- | ------------ | ------------ | ----------- | ----------- | ------ | ------ |
|                                | Antoine Moutier | RPR-UDF-DVD    | 2 252        | 36,57        | 2 824       | 46,37       | 7      |        |
| Une équipe pour changer Bolbec |                 |                | 2 252        | 36,57        | 2 824       | 46,37       | 7      |        |
|                                | Michel Havard   | PCF            | 1 810        | 29,40        | 3 266       | 53,63       | 26     |        |
| Union démocratique pour Bolbec |                 |                | 1 810        | 29,40        | 3 266       | 53,63       | 26     |        |
|                                | Pierre Roussel  | PS             | 1 526        | 24,78        | 3 266       | 53,63       | 26     |        |
| Ensemble pour Bolbec           |                 |                | 1 526        | 24,78        | 3 266       | 53,63       | 26     |        |
|                                | Sylvain Vue     | Rénov. PCF     | 569          | 9,24         |             |             |        |        |
| Bolbec autrement               |                 |                | 569          | 9,24         |             |             |        |        |
|                                |                 |                |              |              |             |             |        |        |
| Inscrits                       | Inscrits        | Inscrits       | 8 388        | 100,00       | 8 388       | 100,00      |        |        |
| Abstentions                    | Abstentions     | Abstentions    | 2 102        | 25,06        | 2 107       | 25,12       |        |        |
| Votants                        | Votants         | Votants        | 6 286        | 74,94        | 6 281       | 74,88       |        |        |
| Blancs et nuls                 | Blancs et nuls  | Blancs et nuls | 129          | 1,54         | 191         | 2,28        |        |        |
| Exprimés                       | Exprimés        | Exprimés       | 6 157        | 73,40        | 6 090       | 72,60       |        |        |

### Moyeuvre-Grande(Moselle)
- Maire sortant : René Drouin (PS)
- Maire élu ou réélu : René Drouin (PS)

- Contexte : démission du maire et d'une partie du conseil municipal

| Tête de liste            | Tête de liste   | Liste          | Premier tour | Premier tour | Second tour | Second tour | Sièges | Sièges |
| Tête de liste            | Tête de liste   | Liste          | Voix         | %            | Voix        | %           | CM     |        |
| ------------------------ | --------------- | -------------- | ------------ | ------------ | ----------- | ----------- | ------ | ------ |
|                          | René Drouin *   | PS             | 1 788        | 49,00        | 2 071       | 55,27       | 26     |        |
|                          | César Depietri  | PCF diss.      | 794          | 21,76        | 1 256       | 33,52       | 5      |        |
|                          | Daniel Penz     | PS diss.       | 628          | 17,21        | 1 256       | 33,52       | 5      |        |
|                          | Angel Santaroni | PCF            | 439          | 12,03        | 420         | 11,21       | 2      |        |
|                          |                 |                |              |              |             |             |        |        |
| Inscrits                 | Inscrits        | Inscrits       | 6 160        | 100,00       | 6 159       | 100,00      |        |        |
| Abstentions              | Abstentions     | Abstentions    | 2 177        | 35,34        | 2 203       | 35,77       |        |        |
| Votants                  | Votants         | Votants        | 3 983        | 64,66        | 3 956       | 64,23       |        |        |
| Blancs et nuls           | Blancs et nuls  | Blancs et nuls | 334          | 5,42         | 209         | 3,39        |        |        |
| Exprimés                 | Exprimés        | Exprimés       | 3 649        | 59,24        | 3 747       | 60,84       |        |        |
| * Liste du maire sortant |                 |                |              |              |             |             |        |        |

### Trèbes(Aude)
- Maire sortant : Jean Sol (PS)
- Maire élu ou réélu : Pierre Mauriès (PS)

- Contexte : décès du maire sortant

|                | Pierre Mauriès | PS             | 1 472 | 60,75  | 24 |  |  |  |
|                | ?              | UDF-RPR        | 793   | 32,73  | 4  |  |  |  |
|                | ?              | SE             | 158   | 6,52   | 1  |  |  |  |
|                |                |                |       |        |    |  |  |  |
| Inscrits       | Inscrits       | Inscrits       | 3 208 | 100,00 |    |  |  |  |
| Abstentions    | Abstentions    | Abstentions    | 726   | 22,63  |    |  |  |  |
| Votants        | Votants        | Votants        | 2 482 | 77,37  |    |  |  |  |
| Blancs et nuls | Blancs et nuls | Blancs et nuls | 59    | 1,84   |    |  |  |  |
| Exprimés       | Exprimés       | Exprimés       | 2 423 | 75,53  |    |  |  |  |